# Crace
Crace a főváros, Canberra egyik elővárosa Gungahlin kerületben.
A legközelebbi külvárosok Cracehez: Palmerston, Nicholls, Giralang. A külvárost Edward Kendall Crace (1844–1892) után nevezték el, aki helyi telepes volt. Crace utcáit falvak és gyarmati időkben létezett földrajzi elnevezések után nevezték el. A külvárost a Barton Highway, a Gungahlin Drive és a Nudurr Drive határolja. A Canberra Nature Park egy része, a Gungaderra Grasslands természetvédelmi terület található a külváros egy részén.
A terület magába foglalja a Gungahlin Hillt, ahol egy fontosabb rádióátjátszó állomás működik.

## Tervek

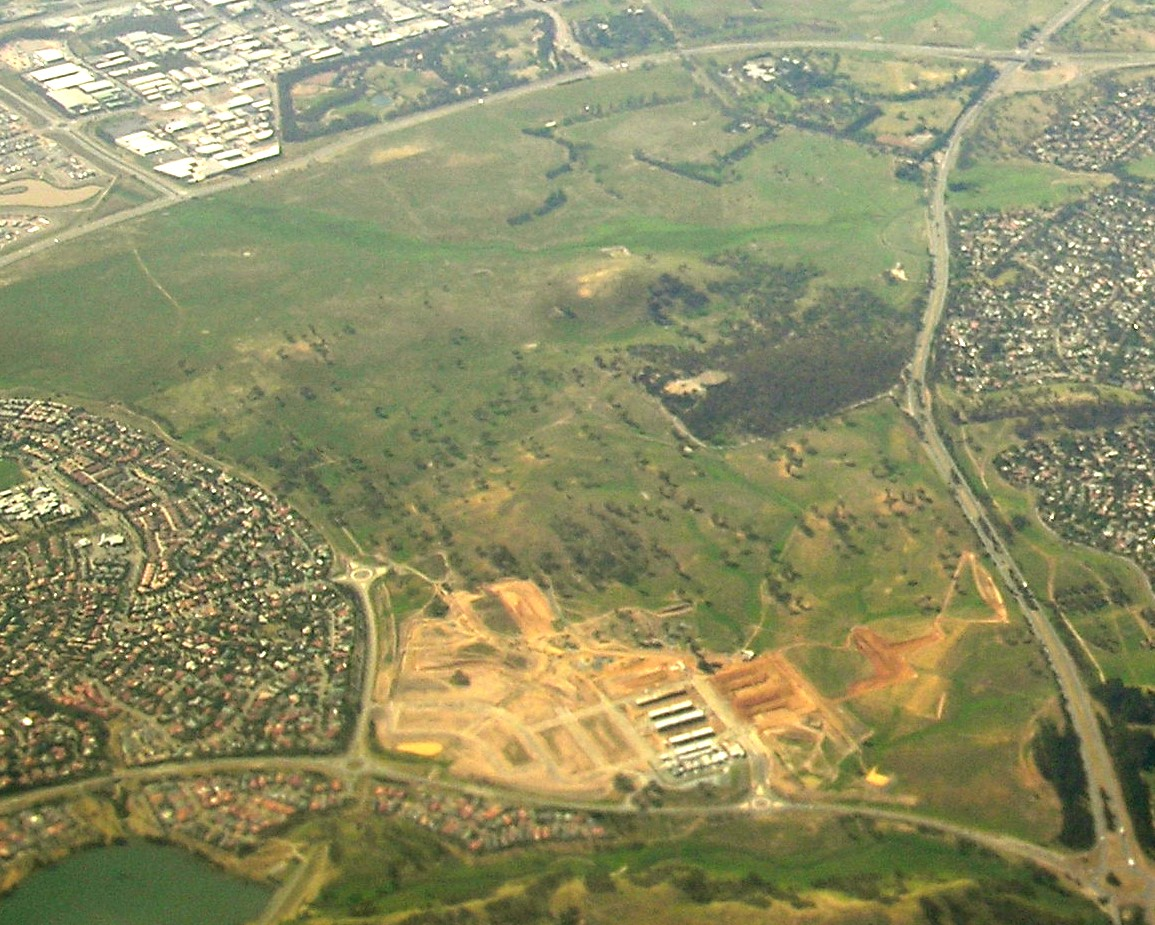
Crace tervezett területe légifotón, nyugat felől, 2009-ben

A külváros egyelőre csak a tervezőasztalon létezik, ám az úthálózat kiépítését már 2008 júliusában elkezdték. Huszonegy családiház megépítését már 2008 októberében elkezdték. Az Ausztrál fővárosi terület kormánya fenntart magának a területen egy elkülönített részt, ahol az ausztrál hadsereg tagjainak fognak szolgálati lakásokat építeni. Az előzetes tervek szerint a külvárosban 1200 otthont kívánnak felhúzni az elkövetkező hat év során. A beruházók mindebből mintegy 60 millió AUS $ hasznot remélnek, amelynek fele a kormányt illeti. Néhány kisebb alapterületű épületet is megépítenek, az alacsonyabb lakbéreket kifizetni tudók számára, ám az épületek 85%-a nagy alapterületű lakás lesz, magasabb lakbérrel. A külváros 1500 háza, mintegy 140 hektáros területen fog elterülni.

## Földrajza

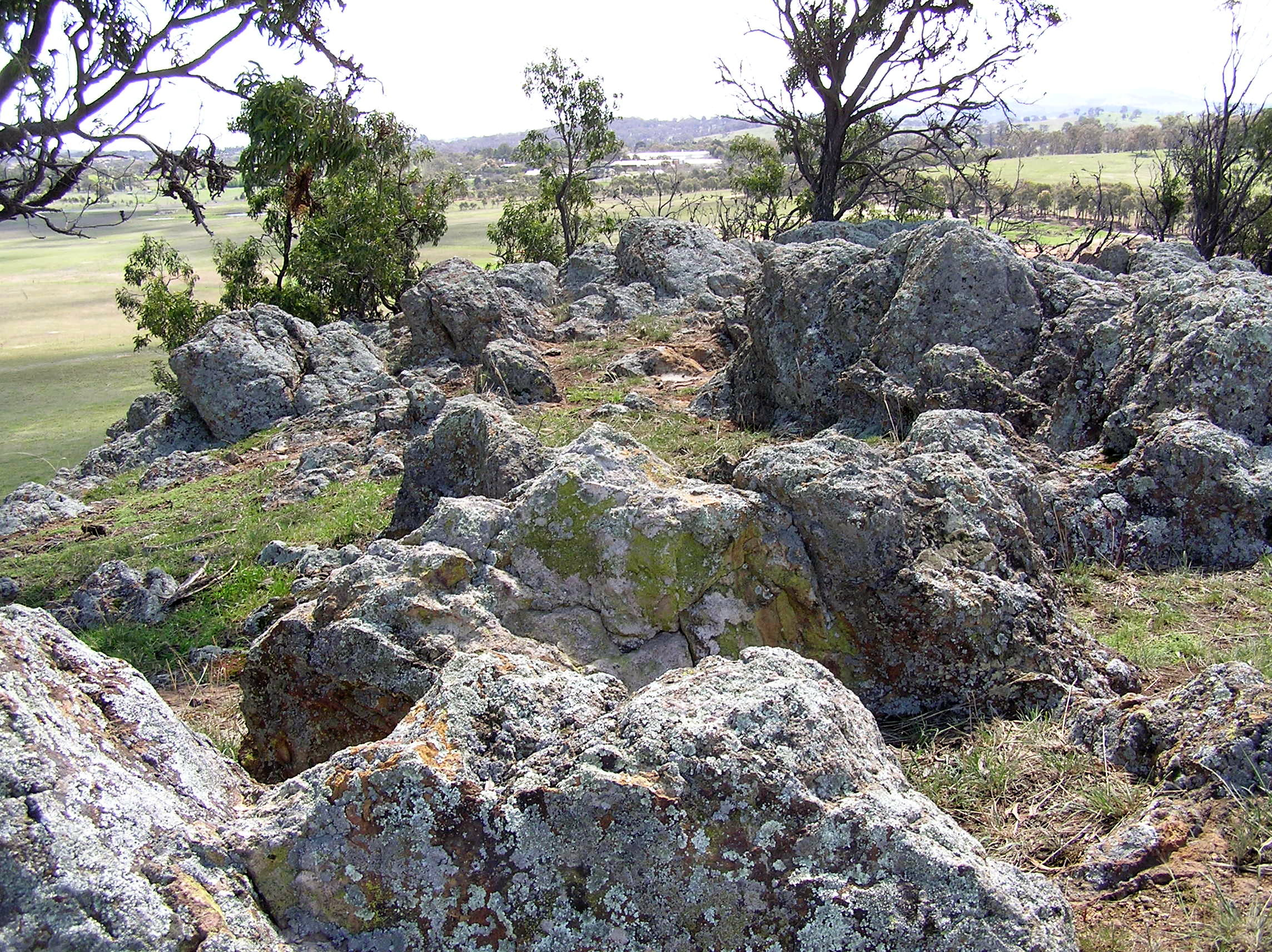
Veszikuláris dácit a Crace Hill tetején

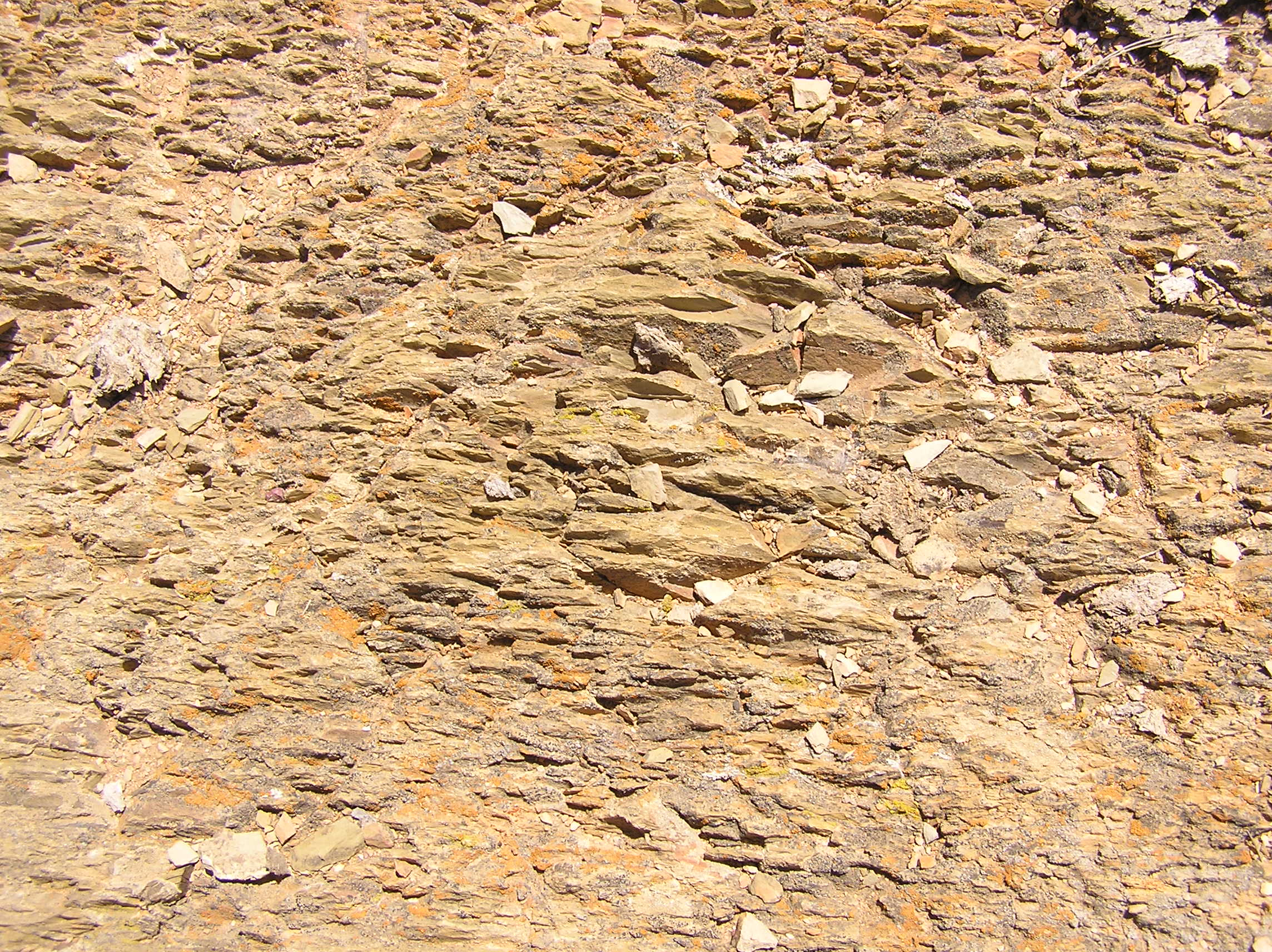
A Canberra alakzat egy része Crace keleti részén

A Gungaderra Grasslands természetvédelmi terület nem teljes egészében található a területen, mert egyes részei átnyúlnak Lyneham külvárosának területére. A CSIRO fenntartható fejlődést szolgáló területe is itt található.
A terület északnyugati részén a Canberra-alakzat homokkőképződményei találhatóak. A Gungahlin Hill területén az ordovícium időszakából származó sziklaalakzatokat találunk, melyek a Pittman-képződmény részét képezik. A terület keleti részén a Crace Hill veszikuláris dácitképződményeit találjuk az alsóbb rétegek felett. A Gungahlin-vető a Gungahlin Hill körül húzódik, majd északkeleti irányban elhagyja Crace város területét.

## Fordítás
Ez a szócikk részben vagy egészben  a   Crace, Australian Capital Territory című angol Wikipédia-szócikk ezen változatának fordításán alapul.  Az eredeti cikk szerkesztőit annak laptörténete sorolja fel. Ez a jelzés csupán a megfogalmazás eredetét és a szerzői jogokat jelzi, nem szolgál a cikkben szereplő információk forrásmegjelöléseként.